# Tongxin
Tongxin är ett härad som lyder under Wuzhongs stad på prefekturnivå i den autonoma regionen Ningxia i nordvästra Kina. Den ligger omkring 150 kilometer söder om regionhuvudstaden Yinchuan.